# Vispoort (Kampen)
De Vispoort is een voormalige stadspoort in de stadsmuur van Kampen. De poort was gelegen ter hoogte van de stadsbrug en het voormalige Stadhuis van Kampen aan de Oudestraat. De poort werd uiteindelijk in 1837 afgebroken. De vispoort was de hoofdpoort van de stad en lag in het verlengde van de stadsbrug.